# 2020年東京オリンピックのドミニカ国選手団
2020年東京オリンピックのドミニカ国選手団は、2021年7月23日から8月8日まで日本の東京で開催された2020年東京オリンピックのドミニカ国選手団の名簿。

## 選手団
- 人員: 選手 2人
- 開会式旗手: デニック・ルーク、シーア・ラフォンド
- 閉会式旗手: シーア・ラフォンド

## 種目別選手・スタッフ名簿及び成績

### 陸上
| 選手               | 種目         | 予選      | 予選       | 準決勝   | 準決勝   | 決勝     | 決勝     |
| 選手               | 種目         | 結果      | 順位       | 結果     | 順位     | 結果     | 順位     |
| ------------------ | ------------ | --------- | ---------- | -------- | -------- | -------- | -------- |
| デニック・ルーク   | 男子800m     | 1分54秒30 | 46位 (8着) | 予選敗退 | 予選敗退 | 予選敗退 | 予選敗退 |
| シーア・ラフォンド | 女子三段跳び | 14.60m NR | 3位        | -        | -        | 12.57m   | 12位     |